# Gendarmerie nationale gabonaise
 (septembre 2013).
Si vous disposez d'ouvrages ou d'articles de référence ou si vous connaissez des sites web de qualité traitant du thème abordé ici, merci de compléter l'article en donnant les références utiles à sa vérifiabilité et en les liant à la section « Notes et références ».
La gendarmerie nationale gabonaise a été fondée en 1960, lors de l'accession du Gabon à l'indépendance.
Elle succède au détachement de gendarmerie coloniale française affecté au territoire gabonais en 1929 par le Gouvernement général de l’Afrique Équatoriale Française.
Elle est régie par les décrets du 27 avril 1982 et du 14 janvier 1983 réglementant l’organisation de la gendarmerie nationale

## Rattachement

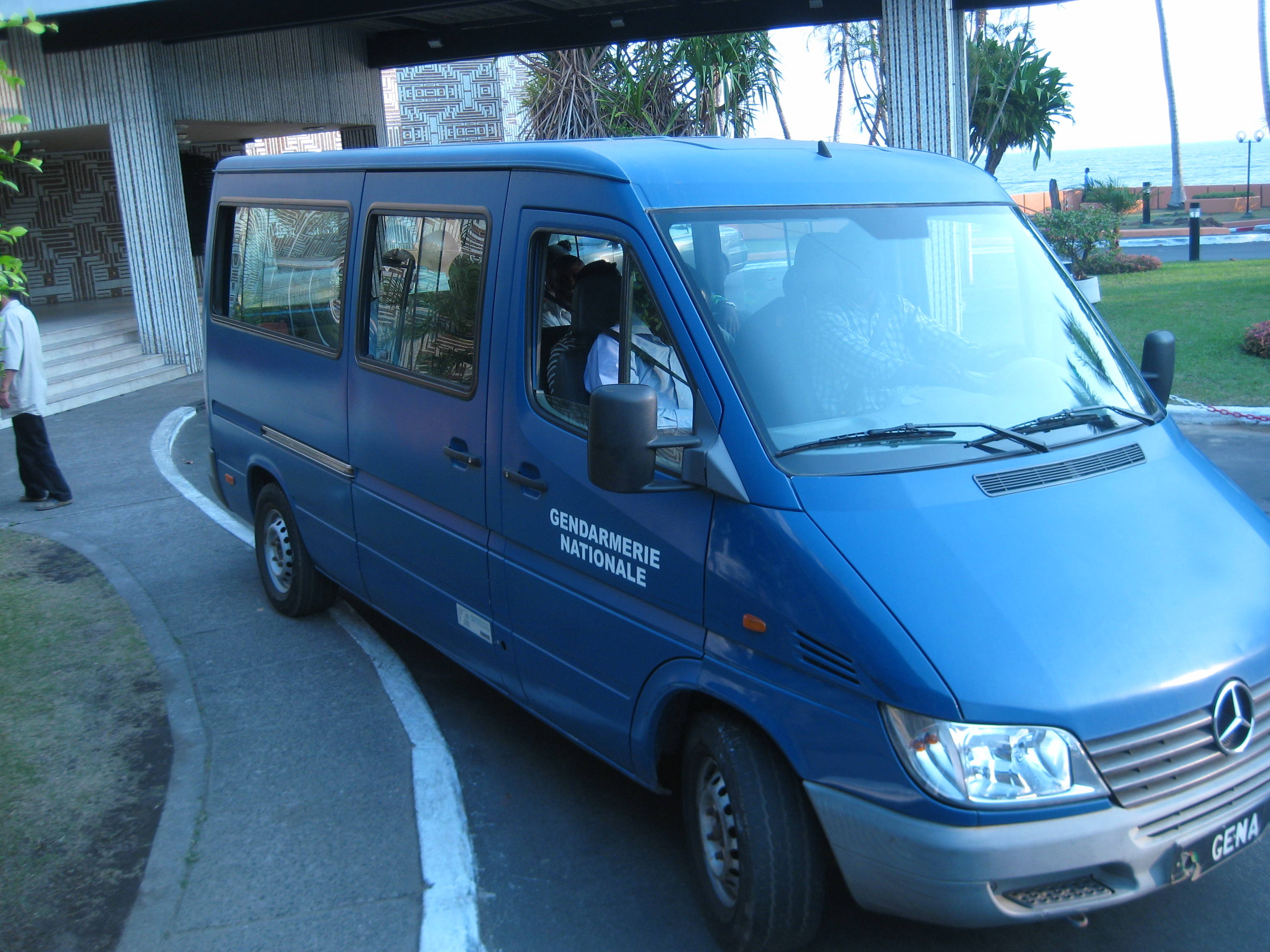
Une fourgonnette Mercedes Sprinter de l'État-major de la Gendarmerie nationale gabonaise à Libreville.

La gendarmerie nationale constitue une force militaire placée sous l’autorité du Président de la République gabonaise, chef suprême des armées et du ministre de la défense nationale.
Elle fait partie intégrante des forces de défense et de sécurité.

## Missions
La gendarmerie a pour missions principales :
- de défendre le territoire ;
- de veiller à la sûreté publique ;
- d’assurer le maintien de l’ordre et de l’exécution des lois et règlements ;
- d’assurer l’action directe de la police judiciaire, administrative et militaire.

Sa compétence s'exerce sur toute l’étendue du territoire national, ainsi qu’aux armées.